# (2937) Gibbs
(2937) Gibbs – planetoida z grupy przecinających orbitę Marsa okrążająca Słońce w ciągu 3 lat i 196 dni w średniej odległości 2,32 j.a. Została odkryta 14 czerwca 1980 roku w Lowell Observatory (Anderson Mesa Station) przez Edwarda Bowella. Nazwa planetoidy pochodzi od Josiaha Gibbsa (1839-1903), amerykańskiego fizyka. Przed nadaniem nazwy planetoida nosiła oznaczenie tymczasowe (2937) 1980 LA.